# Filippo Preziosi
Filippo Preziosi (14 kwietnia 1968 w Perugii) – włoski inżynier, były dyrektor generalny Ducati Corse, działu wyścigowego włoskiego producenta motocykli Ducati.

## Kariera
Filippo Preziosi dorastał w Perugii, stolicy rejonu Umbrii. Po zdobyciu dyplomu inżyniera na Uniwersytecie Bolońskim, został zatrudniony w 1994 roku przez bolońskiego producenta motocykli Ducati. Jego pierwszym zadaniem było opracowanie drogowej wersji motocykla (Ducati 916), który miał brać udział w mistrzostwach Superbike'ów, potem uczestniczył także w rozwoju modeli 996 i 998. W okresie od 1996 do 1999 Preziosi, oprócz pracy nad konstrukcjami maszyn drogowych i wyścigowych, kierował również działem technicznym.
W 1999 r. objął stanowisko dyrektora technicznego Ducati Corse, odpowiadał za projekt i rozwój motocykli Ducati 999 (mistrzostwa Superbike) oraz Ducati Desmosedici (MotoGP). Na 2007 r. przewidziano zmianę pojemności silników w klasie MotoGP z 999cm3 do 800cm3, wszyscy producenci musieli zbudować nowe jednostki. Model GP7 Preziosiego był zdecydowanie lepszą konstrukcją od Japońskich motocykli Hondy, Yamahy, Suzuki i Kawasaki, zwłaszcza na początku sezonu. Australijczyk Casey Stoner dosiadając Desmosedici wygrał 10 z 18 wyścigów, zdobywając tym samym pierwszy od czasów Phila Reada (1974 MV Agusta) tytuł mistrza świata na motocyklu włoskiej marki. Preziosi brał również udział w pracach nad drogową wersją Desmosedici. W 2000 r. Włoch uległ wypadkowi motocyklowemu, od tamtej pory jest sparaliżowany od pasa w dół. Z początkiem 2013 Bernhard Gobmeier zastąpił Preziosiego na stanowisku dyrektora generalnego Ducati Corse.